# أمبير كوفمان
أمبير كوفمان (بالإنجليزية: Amber Coffman)‏ هي عازفة قيثارة وكاتبة غنائية وموسيقية أمريكية، ولدت في 15 يونيو 1984 في أوستن في الولايات المتحدة.

## وصلات خارجية
- الموقع الرسمي
- أمبير كوفمان على موقع IMDb (الإنجليزية)
- أمبير كوفمان على موقع ميوزك برينز (الإنجليزية)
- أمبير كوفمان على موقع ديسكوغز (الإنجليزية)